# San Juan Daxthi
San Juan Daxthi: (significado: tierra de Huizaches) es una pequeña localidad ubicada a las afueras del Estado de México perteneciente al municipio de Soyaniquilpan de Juárez, colinda con el municipio de Jilotepec. Según datos del Inegi en 2010, Soyaniquilpan de Juárez contaba con 11,798 habitantes de los cuales aproximadamente 1,079  habita en el pueblo de San Juan Daxthi. T'.      

## Clima
El clima es árido, sufre de sequías la mayor parte del año y fuertes precipitaciones de lluvia en los meses de junio y julio.

## Demografía
San Juan Daxthi cuenta con una tele secundaria, primaria, telebachillerato, una iglesia, dos preescolares y un auditorio del pueblo.

## Actividades económicas
Las principales actividades económicas son la ganadería y la agricultura.
La superficie de tierra total sembrada es de 5,355 hectáreas de las cuales 3,710 corresponden a la siembra de maíz, 1,150 de avena forrajera y el resto corresponden a diversos cultivos nacionales. Según datos del INEGI el valor de la producción agrícola total en 2011 fue de 42,348 pesos.